# 4 mei
4 mei is de 124ste dag van het jaar (125ste dag in een schrikkeljaar) in de gregoriaanse kalender. Hierna volgen nog 241 dagen tot het einde van het jaar.

## Gebeurtenissen
- Algemeen
  - 374 - Atlatl Cauac wordt heerser van Teotihuacán.
  - 1533 - Willem van Oranje wordt gedoopt.
  - 1897 - 129 mensen sterven in Parijs, in de brand van de Bazar de la Charité.
  - 1949 - Bij de Superga-vliegramp met een Fiat G.212 van Avio Linee Italiane komt alle 31 inzittenden om het leven, waaronder nagenoeg het hele voetbalelftal van AC Torino.[1]
  - 1976 - Een treinramp in Schiedam kost aan 24 mensen het leven.
  - 1995 - Een vliegtuig met aan boord de hoogste directieleden van twee grote, Argentijnse en Chileense oliemaatschappijen stort neer vlak bij de Ecuadoriaanse hoofdstad Quito.
  - 2013 - Een trein- en giframp bij het Belgische Wetteren kost een persoon het leven, doordat de kankerverwekkende stof acrylonitril vrijkomt.
  - 2019 - Kroning van koning Rama X van Thailand.
  - 2024 - Voor het eerst in de historie zijn er reserveringen nodig om aanwezig te mogen zijn bij de Nationale Dodenherdenking op de Dam in Amsterdam. Dit is volgens burgemeester Femke Halsema nodig vanwege de toegenomen spanning in de maatschappij en een grote actiebereidheid. Ook worden bezoekers bij aankomst gefouilleerd. Ongeveer 4000 mensen, dat is 40% van het toegestane maximum, wonen de herdenking bij die zonder ernstige incidenten verloopt.[2][3]
  - 2024 - Ondanks een overheersend wolkendek maken tientallen waarnemers in de Amerikaanse staten Illinois, Indiana, Michigan, Ohio, en Wisconsin melding van een heldere bolide. Uit analyse van de waarnemingen blijkt dat de meteoor zichtbaar werd boven Marysville (Ohio) en zo'n 80 kilometer verderop boven Lima (Ohio) uiteen is gevallen en dat deze niet afkomstig is van de Eta-Aquariden meteorenzwerm die in deze periode van het jaar actief is.[4][5]
- Criminaliteit en veiligheid
  - 2024 - De Duitse Europarlementariër Matthias Ecke (SPD) moet in het ziekenhuis worden opgenomen na een aanval door vier onbekenden tijdens het aanplakken van verkiezingsposters in Dresden.[6]
- Muziek
  - 1728 - De opera Tolomeo, re di Egitto van Georg Friedrich Händel gaat in première in Londen.
  - 1878 - De fonograaf wordt voor het eerst gedemonstreerd.
  - 1959 - De Grammy Awards worden voor het eerst uitgereikt: Perry Como en Ella Fitzgerald winnen.
  - 1966 - Up-Tight, het zesde studioalbum van Stevie Wonder wordt uitgebracht.[7]
  - 2023 - Een rechtbankjury in New York oordeelt in een zaak die was aangespannen door nabestaanden van Ed Townsend, mede-componist van het nummer Let's get it on van Marvin Gaye, dat de Britse zanger Ed Sheeran met zijn nummer Thinking Out Loud geen inbreuk heeft gemaakt op de auteursrechten van het nummer van Gaye.[8]
- Oorlog

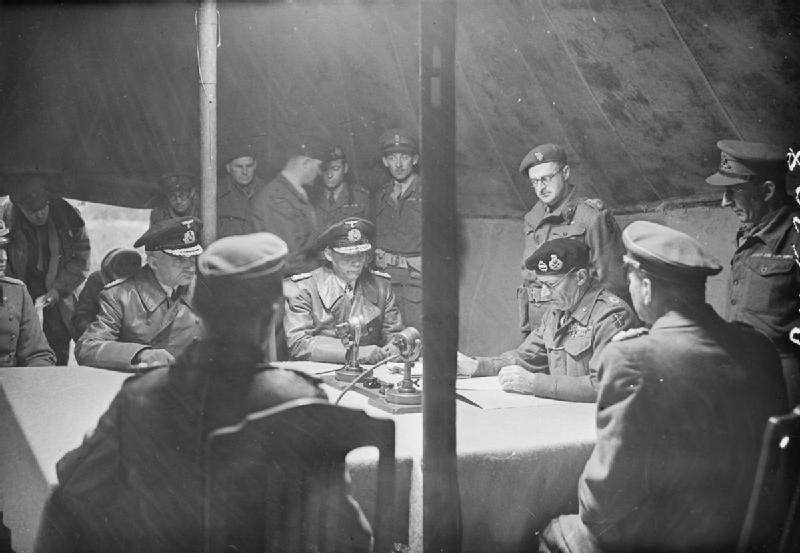
4 mei 1945 - Veldmaarschalk Bernard Montgomery tekent de capitulatie van alle Duitse strijdkrachten in het westen.

- - 1945 - De Duitse troepen capituleren voor Nederland, Noordwest-Duitsland inclusief alle eilanden, Sleeswijk-Holstein en Denemarken.
  - 1946 - De eerste Nationale Dodenherdenking op de Dam in Amsterdam.
  - 1956 - Koningin Juliana onthult het Nationaal Monument op de Dam in Amsterdam.
  - 1961 - Tijdens de Nationale Dodenherdenking wordt het Vrijheidscarillon op het Plein '40-'45 in Amsterdam ingeluid.
  - 1995 - Rebellen van het Revolutionary United Front (RUF) in Sierra Leone brengen 150 mensen om het leven bij een aanval op het diamantcentrum Koidu, 320 kilometer ten oosten van de hoofdstad Freetown.
- Politiek
  - 1919 - Leden van de 4 Mei-beweging demonstreren op het Tiananmenplein tegen het verdrag van Versailles en het onvermogen van de Chinese regering.
  - 1954 - Na een snelle carrière in het leger pleegt Alfredo Stroessner een succesvolle staatsgreep in Paraguay.
  - 1970 - In Ohio schiet de Nationale Garde vier studenten dood (Kent State-bloedbad).
  - 1979 - Margaret Thatcher wordt de eerste vrouwelijke premier van het Verenigd Koninkrijk.
  - 1987 - De minister van buitenlandse zaken van het West-Afrikaanse land Ghana beschuldigt buurland Togo ervan 200 manschappen langs de grens samen te trekken.
  - 1989 - In de Verenigde Staten wordt Oliver North schuldig verklaard in het Iran-Contra-schandaal.
  - 1990 - Letland verklaart zich, na Litouwen en Estland, als derde Baltische republiek onafhankelijk van de Sovjet-Unie.
  - 1990 - In Griekenland wordt Konstantinos Karamanlis (83) voor de tweede maal president.
  - 2012 - De Zuid-Afrikaanse minister Roy Padayachie overlijdt aan een hartaanval in de Ethiopische hoofdstad Addis Abeba, waar hij is voor een bijeenkomst van de Afrikaanse Unie.
- Sport
  - 1780 - De paardenrace Epsom Derby wordt voor het eerst verreden.
  - 2024 - Real Madrid is voor de 36e keer landskampioen van de Spaanse voetbalcompetitie.[9]
  - 2024 - De Poolse tennisspeelster Iga Świątek wint het tennistoernooi van Madrid door de Wit-Russische Aryna Sabalenka in drie sets te verslaan.[10]
  - 2024 - De volleybalsters van VC Sneek winnen voor het tweede jaar op rij het Nederlands kampioenschap volleybal door ook de tweede wedstrijd van een best-of-three serie tegen VV Utrecht te winnen.[11]
  - 2024 - De voetbalspeelsters van FC Bayern München met de Nederlandse speelster Jill Bayings in de gelederen worden kampioen van Duitsland.[12]
- Wetenschap en technologie
  - 1675 - Koning Charles II geeft opdracht voor de bouw van het Koninklijk Observatorium van Greenwich.
  - 2023 - Lancering van een Falcon 9 raket van SpaceX vanaf Kennedy Space Center Lanceercomplex 40 voor de Starlink Group 5-6 missie met 56 Starlink satellieten.[13]
  - 2023 - De periodieke komeet 291P/NEAT bereikt het perihelium van zijn baan rond de zon tijdens deze verschijning.[14][15]

## Geboren

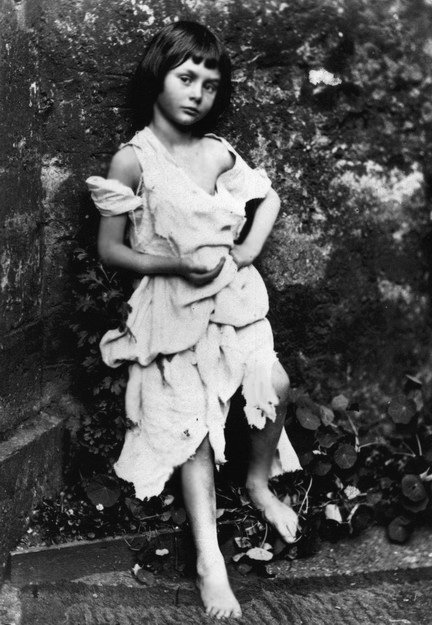
Alice Liddell
geboren in 1852

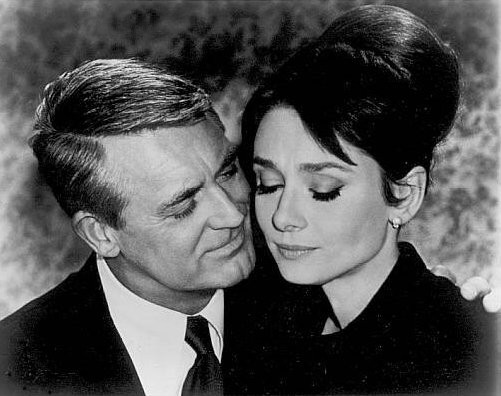
Audrey Hepburn
geboren in 1929
links Cary Grant

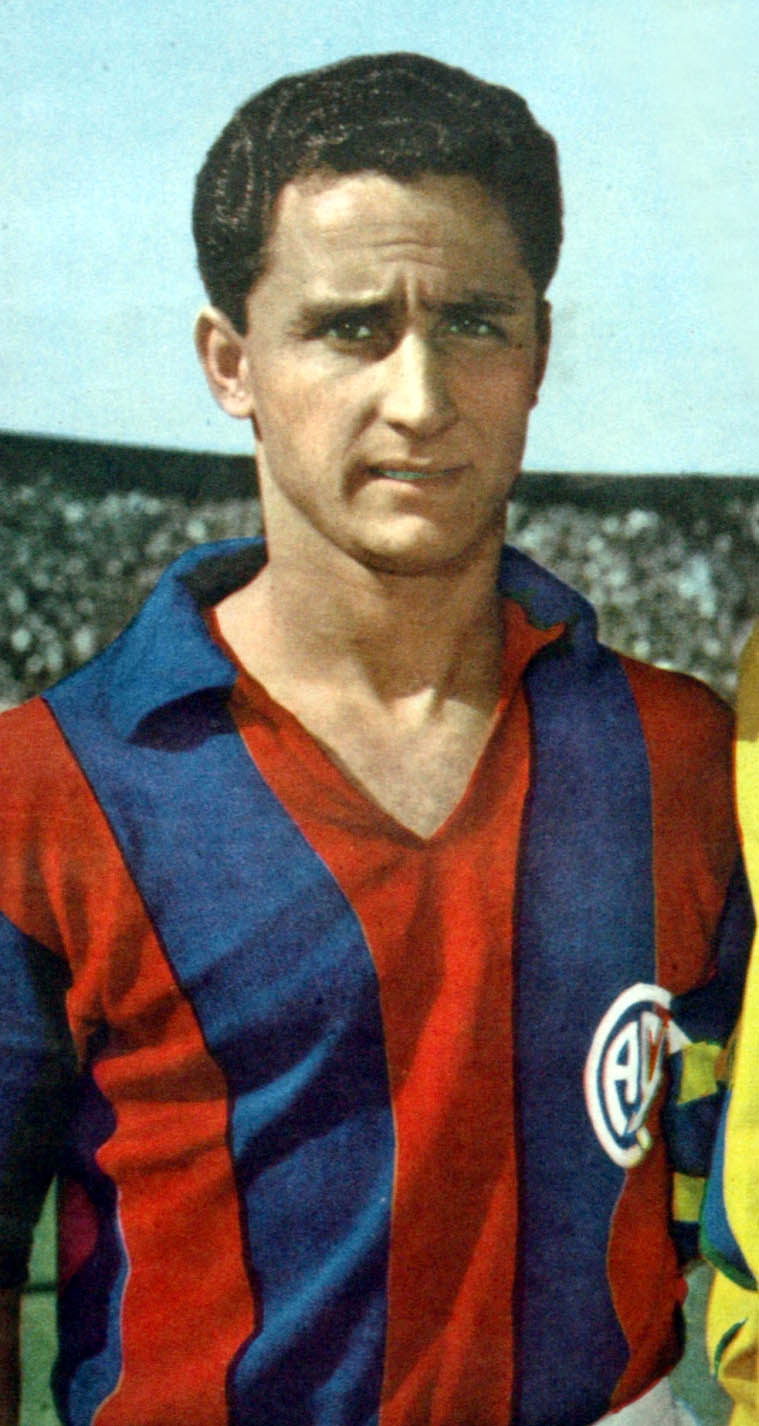
José Sanfilippo
geboren in 1935

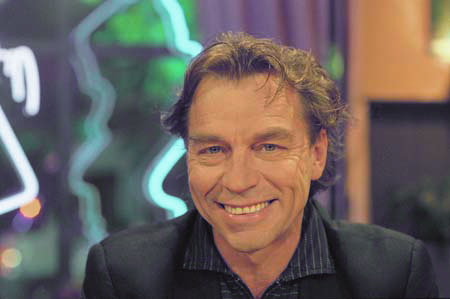
Jan Mulder
geboren in 1945

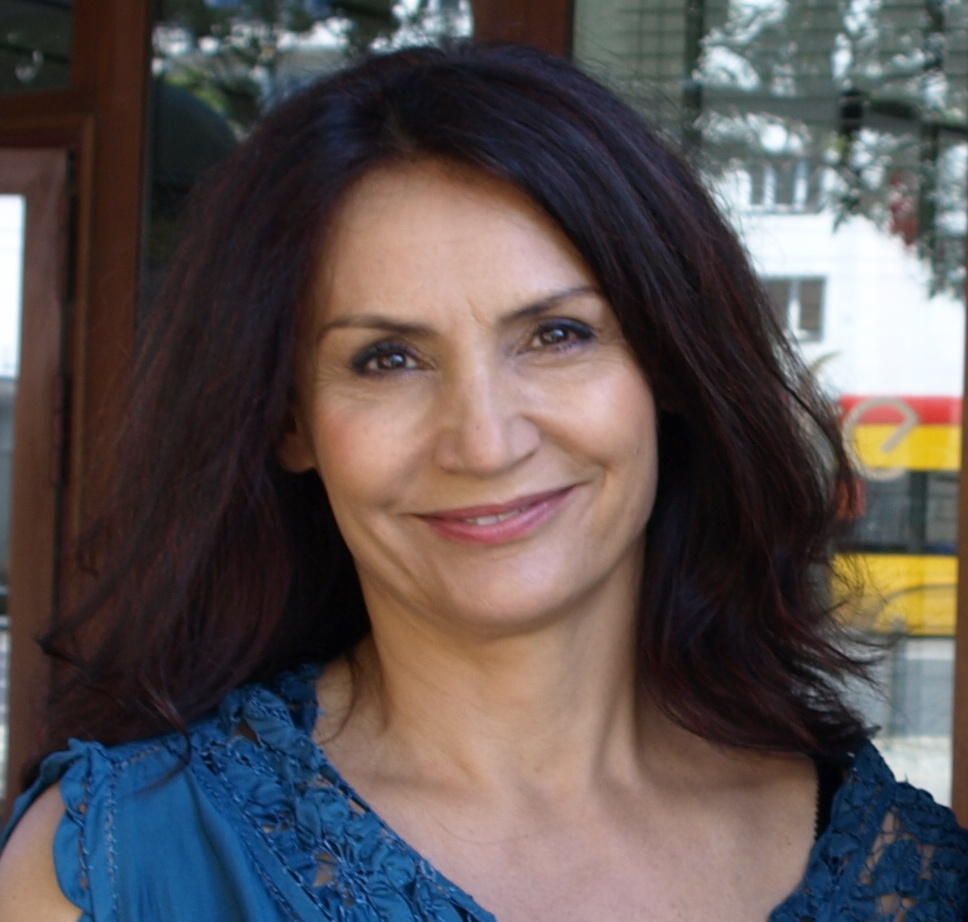
Małgorzata Pieczyńska
geboren in 1960

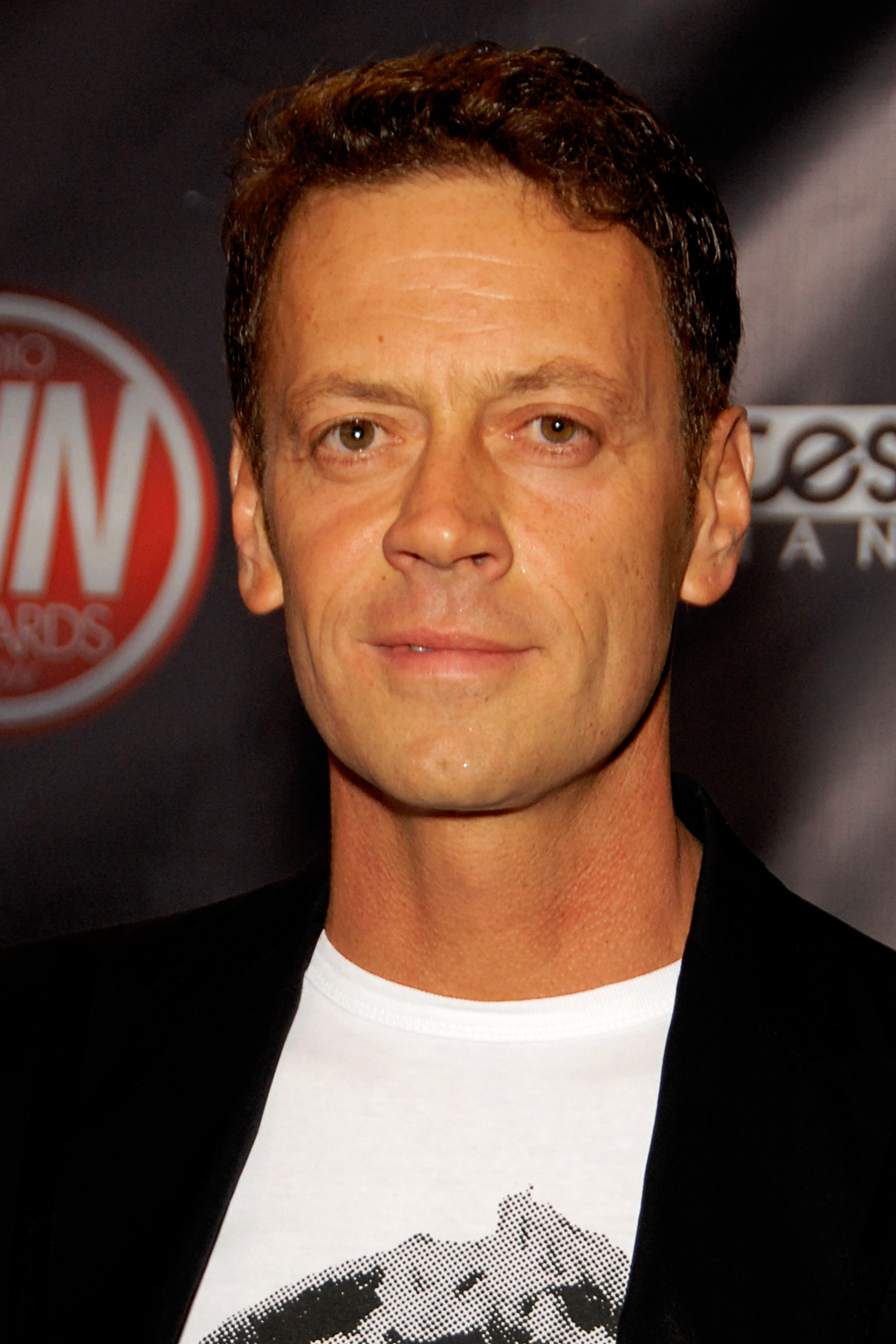
Rocco Siffredi in 2010
geboren in 1964

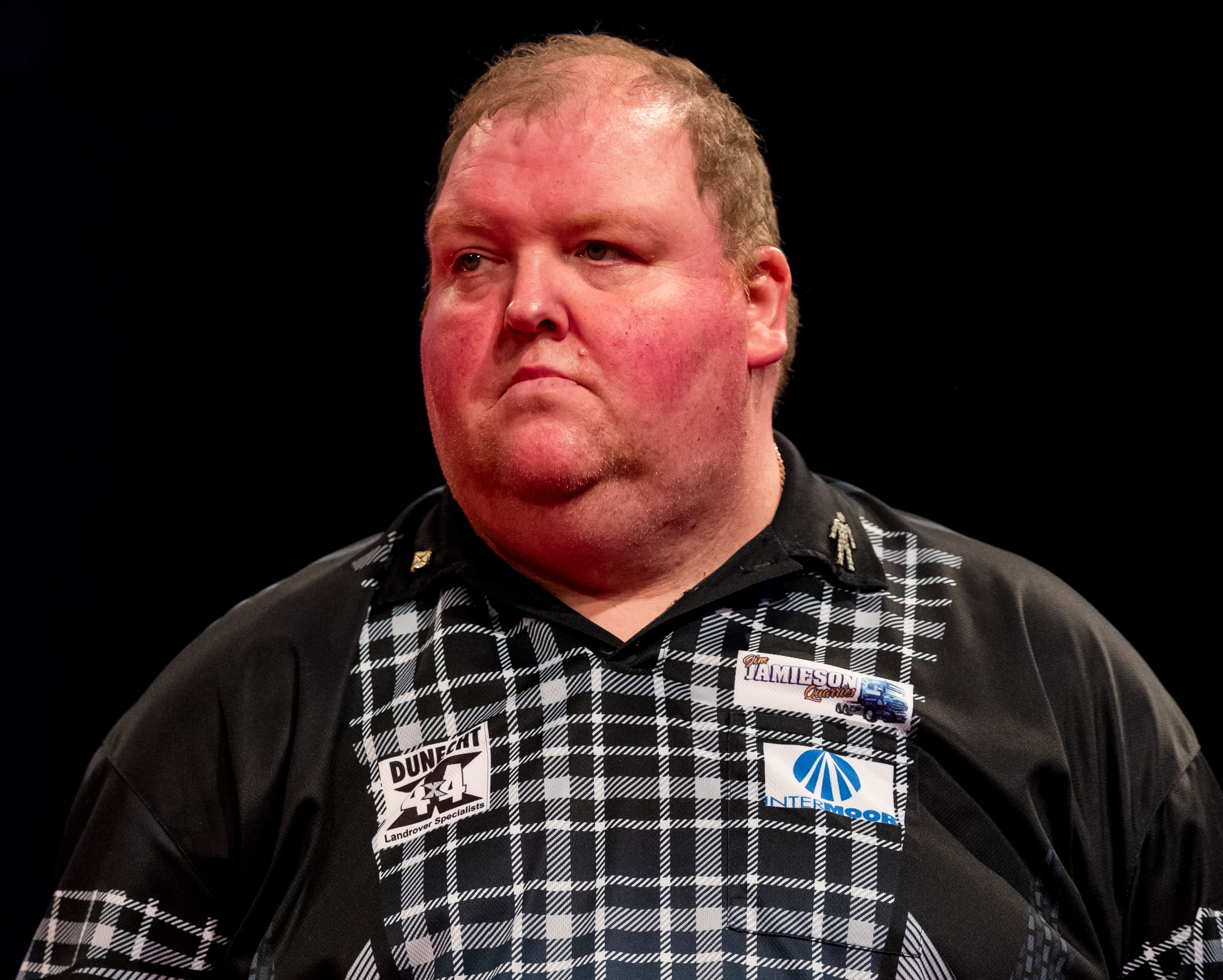
John Henderson,
geboren in 1973

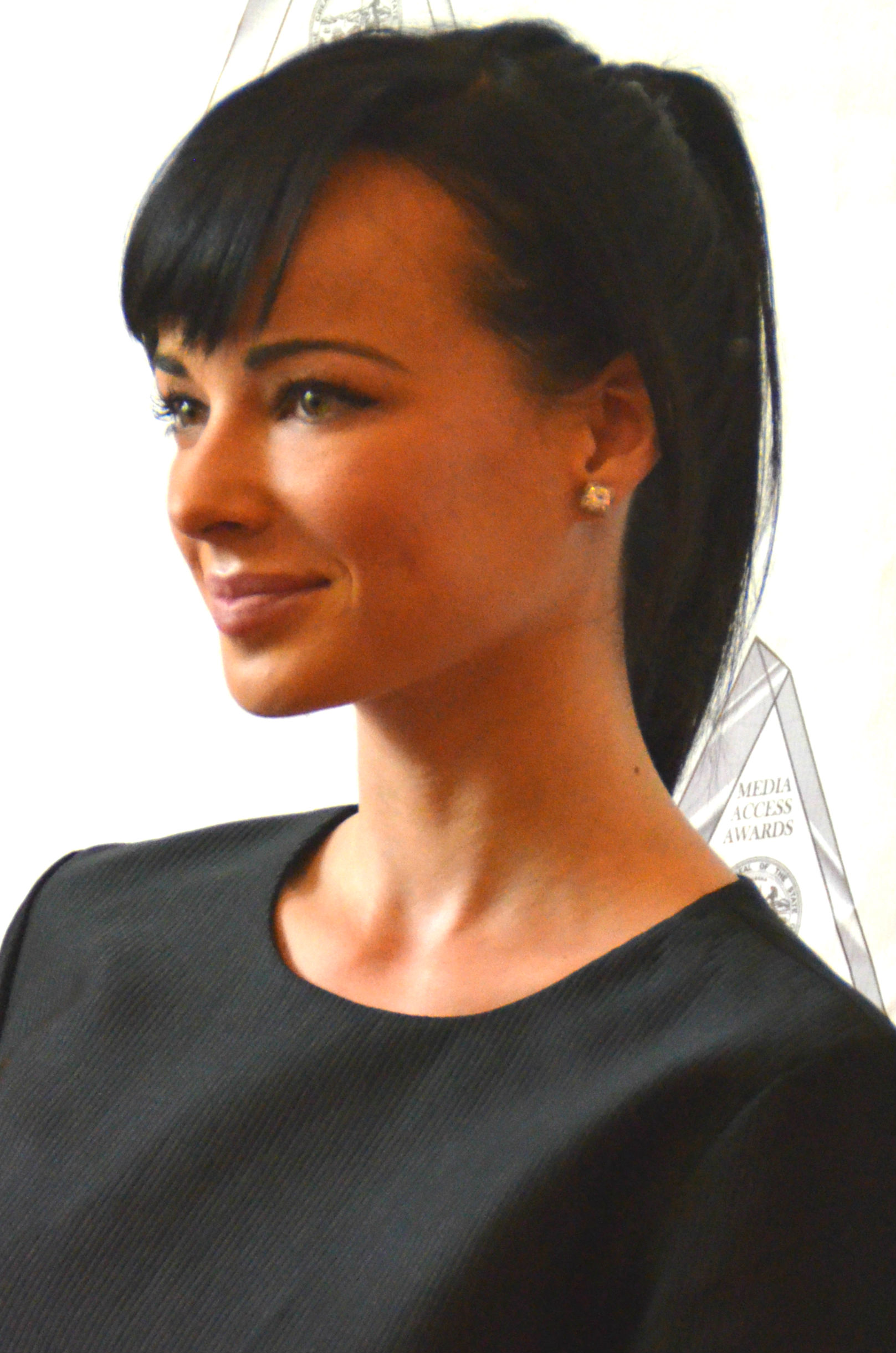
Ashley Rickards
geboren in 1992

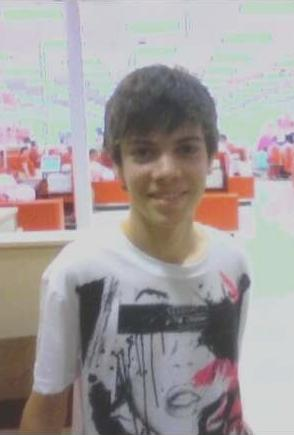
Alexander Gould
geboren in 1994

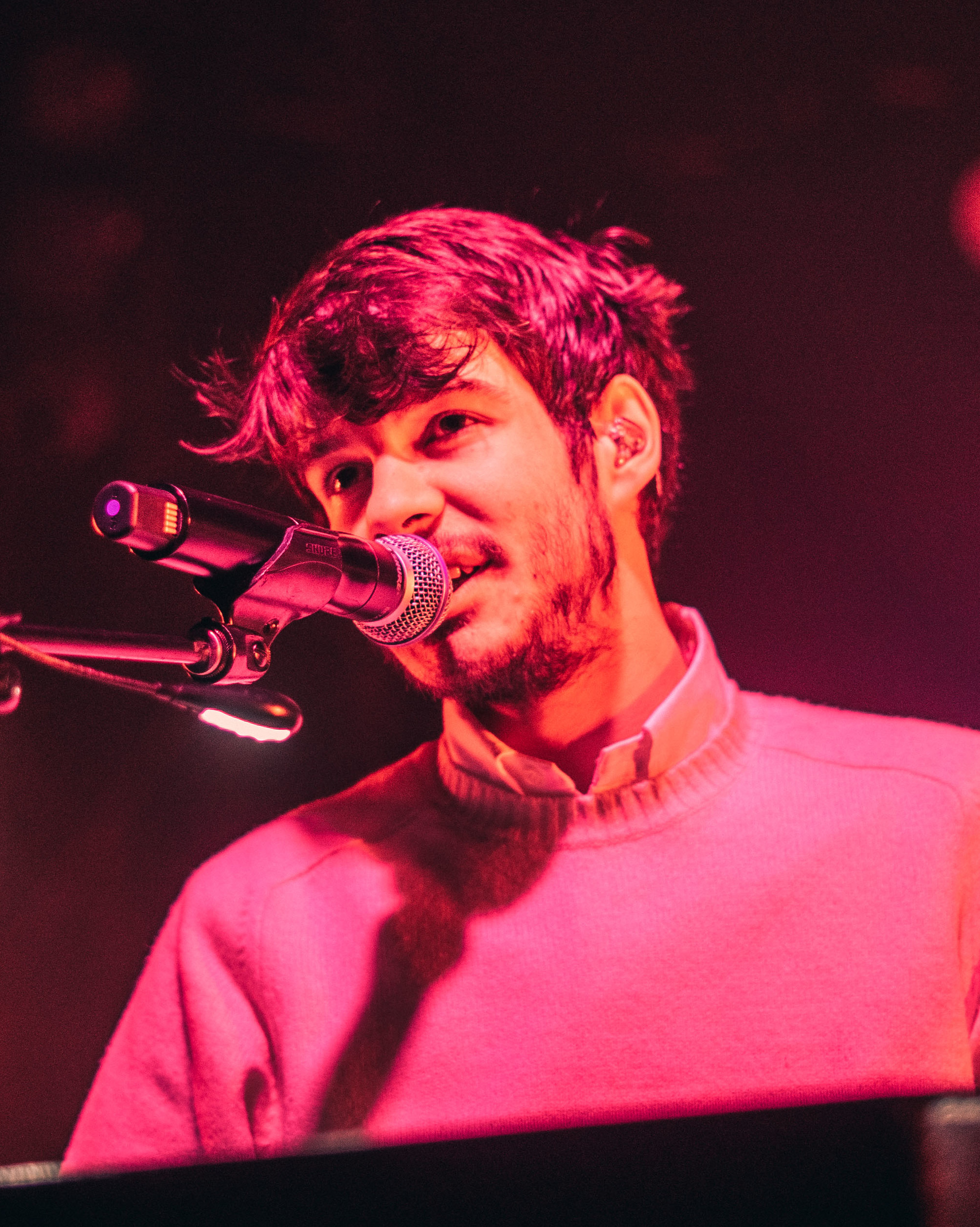
Rex Orange County
geboren in 1998

- 758 - Hildegard, echtgenote van Karel de Grote (overleden 783)
- 1008 - Hendrik I van Frankrijk, Frans koning (overleden 1060)
- 1655 - Bartolomeo Cristofori, Italiaans muziekinstrumentenbouwer (overleden 1731)
- 1656 - Johan Lodewijk van Anhalt-Zerbst-Dornburg, Hertog van Anhalt (overleden 1704)
- 1726 - William Roy, Schots militair ingenieur en onderzoeker van de klassieke oudheid (overleden 1790)
- 1752 - François Adriaan van der Kemp, Nederlands patriot (overleden 1829)
- 1769 - Thomas Lawrence, Engels kunstschilder (overleden 1830)
- 1789 - Alexandre Gendebien, Belgisch minister (overleden 1869)
- 1806 - William Fothergill Cooke, Brits elektrotechnicus en uitvinder (overleden 1879)
- 1820 - Julia Tyler, first lady van de Verenigde Staten (overleden 1889)
- 1825 - Thomas Huxley, Brits bioloog (overleden 1895)
- 1826 - Frederic Edwin Church, Amerikaans landschapsschilder (overleden 1900)
- 1827 - John Hanning Speke, Brits ontdekkingsreiziger en officier (overleden 1864)
- 1830 - Alberto Blest Gana, Chileens schrijver en diplomaat (overleden 1920)
- 1846 - Émile Gallé, Frans meubelmaker en glasontwerper (overleden 1904)
- 1852 - Alice Liddell, Engels muze (overleden 1934)
- 1867 - Charles Tombeur, Belgisch militair (overleden 1947)
- 1871 - Alice Nordin, Zweeds beeldhouwster (overleden 1948)
- 1874 - Frank Conrad, Amerikaans elektrotechnicus, uitvinder en radio-pionier (overleden 1941)
- 1881 - Aleksandr Kerenski, Russisch politicus (overleden in 1970)
- 1883 - Maurice Geûens, Belgisch advocaat en volksvertegenwoordiger (overleden 1967)
- 1883 - Jan Olieslagers, Belgisch luchtvaartpionier en motorrenner (overleden 1942)
- 1889 - Francis Spellman, Amerikaans kardinaal-aartsbisschop van New York (overleden 1967)
- 1899 - Fritz von Opel (Raketten-Fritz), Duits industrieel en raketpionier (overleden 1971)
- 1901 - Hector Marius van Fenema, Nederlands burgemeester (overleden 1983)
- 1902 - Cola Debrot, Antilliaans schrijver en politicus (overleden 1981)
- 1904 - Bruno Wolke, Duits wielrenner (overleden 1973)
- 1909 - Howard Da Silva, Amerikaans acteur (overleden 1986)
- 1912 - Lomme Driessens, Belgisch wielrenner en ploegleider (overleden 2006)
- 1913 - Catharina van Griekenland en Denemarken, Grieks prinses (overleden 2007)
- 1913 - Adolf Lang, Duits autocoureur (overleden 1993)
- 1914 - Gerard Coad Smith, Amerikaans diplomaat en onderhandelaar (overleden 1994)
- 1915 - Ran Laurie, Brits roeier (overleden 1998)
- 1915 - Pacita Madrigal-Gonzales, Filipijns senator (overleden 2008)
- 1917 - Nick Joaquin, Filipijns schrijver en historicus (overleden 2004)
- 1919 - Bouk Schellingerhoudt, Nederlands wielrenner (overleden 2010)
- 1919 - Bep Sturm-van den Bergh, Nederlands beeldhouwer (overleden 2006)
- 1920 - Benno Premsela, Nederlands vormgever (overleden 1997)
- 1921 - John van Kesteren, Nederlands tenor (overleden 2008)
- 1922 - Nino Bibbia, Italiaans bobsleeër en skeletonracer (overleden 2013)
- 1922 - Eugenie Clark, Amerikaans ichtyologist (overleden 2015)
- 1923 - Eric Sykes, Brits acteur (overleden 2012)
- 1924 - Tatjana Nikolajeva, Russisch pianiste, componiste en muziekdocente (overleden 1993)
- 1925 - Heinz Eckner, Duits acteur en komiek (overleden 2012)
- 1927 - Trude Herr, Duits actrice en schlagerzangeres (overleden 1991)
- 1928 - Wolfgang Graf Berghe von Trips, Duits autocoureur (overleden 1961)
- 1928 - Maynard Ferguson, Canadees jazztrompettist (overleden 2006)
- 1928 - Hosni Moebarak, Egyptisch politicus en president (overleden 2020)
- 1928 - Betsy Rawls, Amerikaans golfspeelster (overleden 2023)
- 1929 - Audrey Hepburn, Nederlands-Brits actrice (overleden 1993)
- 1929 - Bert Schreuder, Nederlands burgemeester (overleden 2021)
- 1931 - Marcel Lambrechts, Belgisch atleet
- 1931 - Jan Pesman, Nederlands schaatser (overleden 2014)
- 1931 - Gennadi Rozjdestvenski, Russisch dirigent (overleden 2018)
- 1932 - Susan Brown, Amerikaans actrice (overleden 2018)
- 1934 - Giuseppe Fallarini, Italiaans wielrenner (overleden 2023)
- 1934 - Frederik van Pallandt, Nederlands zanger (overleden 1994)
- 1935 - Harry Fujiwara, Amerikaans professioneel worstelaar (overleden 2016)
- 1935 - José Sanfilippo, Argentijns voetballer
- 1936 - El Cordobés, Spaans stierenvechter
- 1936 - Nelly Frijda, Nederlands actrice en cabaretière
- 1937 - Jo-El Azara (Joseph Loeckx), Belgisch stripauteur (overleden 2023)
- 1937 - Ron Carter, Amerikaans contrabassist
- 1937 - Wim Verstappen, Nederlands filmregisseur (overleden 2004)
- 1938 - Carlos Monsiváis, Mexicaans schrijver en journalist (overleden 2010)
- 1939 - Amos Oz, Israëlisch schrijver (overleden 2018)
- 1940 - Robin Cook, Amerikaans schrijver
- 1940 - Henk Dahlberg, Surinaams geoloog, bestuurder en politicus (overleden 2000)
- 1940 - Peter Gregg, Amerikaans autocoureur (overleden 1980)
- 1940 - Johann Th. Lemckert, Nederlands organist en componist
- 1942 - Leonardus Dobbelaar, Nederlands bisschop van Nekemte in Ethiopië (overleden 2008)
- 1943 - Georgi Asparoechov, Bulgaars voetballer (overleden 1971)
- 1944 - Dave, Nederlands zanger in het Frans
- 1944 - Paul Gleason, Amerikaans acteur (overleden 2006)
- 1945 - Jan Mulder, Nederlands voetballer, columnist, schrijver en presentator
- 1945 - Monika van Paemel, Belgisch schrijfster
- 1947 - Willem van Beusekom, Nederlands omroepdirecteur, presentator en radio-dj (overleden 2006)
- 1947 - Ronald Sørensen, Nederlands leraar, vakbondsbestuurder en politicus
- 1948 - Hurley Haywood, Amerikaans autocoureur
- 1948 - ZAK, pseudoniem van Jacques Moeraert, Belgisch cartoonist
- 1948 - George Tupou V, koning van Tonga (overleden 2012)
- 1949 - Gerrit-Jan van Otterloo, Nederlands politicus
- 1949 - Stella Parton, Amerikaans zangeres en songwriter
- 1949 - Graham Swift, Engels schrijver
- 1950 - René van Asten, Nederlands acteur
- 1950 - Magda Berndsen, Nederlands politica en burgemeester
- 1950 - Anghel Iordănescu, Roemeens voetballer en voetbalcoach
- 1950 - Trevor Whymark, Engels voetballer (overleden 2024)
- 1951 - Colin Bass (Sabah Habas Mustapha), Brits muzikant, bassist, producer en singer-songwriter
- 1951 - Jackie Jackson, Amerikaans zanger en muzikant
- 1952 - Maria Mendiola, Spaans popzangeres (overleden 2021)
- 1952 - Jacob Miller, Jamaicaans zanger (overleden 1980)
- 1953 - Yacouba Konaté, Ivoriaans kunstcriticus, conservator, schrijver en filosoof
- 1953 - Toon Siepman, Nederlands hockeycoach
- 1953 - Oleta Adams, Amerikaans soulzangeres
- 1954 - Sylvia Barlag, Nederlands atlete
- 1954 - Sylvia Burka, Canadees schaatsster en wielrenster
- 1954 - Marilyn Martin, Amerikaans zangeres
- 1954 - Pia Zadora, Amerikaans zangeres en actrice
- 1954 - Hans van Zeeland, Nederlands waterpoloër en waterpolocoach
- 1956 - Dirk Draulans, Belgisch bioloog, journalist en auteur
- 1956 - Ulrike Meyfarth, Duits atlete
- 1957 - Marijke Vos, Nederlands politica
- 1958 - Keith Haring, Amerikaans kunstenaar (overleden 1990)
- 1959 - Inger Nilsson, Zweeds actrice, vooral bekend door haar rol als Pippi Langkous
- 1959 - Randy Travis Amerikaans countryzanger, songwriter en acteur
- 1960 - Werner Faymann, Oostenrijks bondskanselier
- 1960 - Małgorzata Pieczyńska, Pools-Zweeds actrice
- 1961 - Hermen Benítez, Ecuadoraans voetballer
- 1961 - Luis Herrera, Colombiaans wielrenner
- 1962 - Mark Leduc, Canadees bokser (overleden 2009)
- 1962 - Bart Tommelein, Belgisch politicus
- 1963 - Beatrix Schröer, Duits roeister
- 1964 - Silvia Costa, Cubaans atlete
- 1964 - Jari Rinne, Fins voetballer
- 1964 - Goran Prpić, Kroatisch tennisser
- 1964 - Peter Roes, Belgisch wielrenner
- 1964 - Rocco Siffredi, Italiaans pornoacteur, filmregisseur en producer
- 1965 - Peter Bording, Nederlands bariton
- 1966 - Fausto Marreiros, Nederlands schaatser
- 1967 - John Child, Canadees beachvolleyballer
- 1969 - Prince Polley, Ghanees voetballer
- 1970 - Joanna Zeiger, Amerikaans triatlete en zwemster
- 1971 - Olia Lialina, Russisch internetkunstenaar en -theoreticus
- 1971 - Leonid Sloetski, Russisch voetbalcoach
- 1972 - Mike Dirnt (Michael Pritchard), Amerikaans bassist
- 1972 - Miles Stewart, Australisch triatleet
- 1973 - Malin Andersson, Zweeds voetbalster
- 1973 - John Henderson, Schots darter
- 1973 - Guillermo Barros Schelotto, Argentijns voetballer
- 1973 - Adilson Kindlemann, Braziliaans piloot
- 1973 - Gunther Schepens, Belgisch voetballer
- 1974 - Yukio Kagayama, Japans motorcoureur
- 1974 - Alejandro Romano, Argentijns volleyballer
- 1975 - Milton Coimbra, Boliviaans voetballer
- 1975 - Óscar Jaenada, Spaans acteur
- 1976 - Annelieke Bouwers, Nederlands actrice en zangeres
- 1976 - Yasuhiro Hato, Japans voetballer
- 1976 - Hunter Kemper, Amerikaans triatleet
- 1976 - Martin Valihora, Slowaakse jazzdrummer en percussionist
- 1976 - Christiaan Weijts, Nederlands schrijver
- 1977 - Mariano Pernía, Spaans voetballer
- 1977 - Julie Battilana, Frans-Amerikaans wetenschapper
- 1978 - Igor Bišćan, Kroatisch voetballer
- 1978 - Germán Delfino, Argentijns voetbalscheidsrechter
- 1979 - Lance Bass, Amerikaans zanger
- 1979 - Elco van der Geest Nederlands judoka
- 1979 - Ryan Shay, Amerikaans atleet (overleden 2007)
- 1979 - Réhahn, Frans fotograaf
- 1980 - Masashi Oguro, Japans voetballer
- 1981 - Ahmad Abdullah, Qatarees atleet
- 1981 - Éric Djemba Djemba, Kameroens voetballer
- 1981 - Marion Kreiner, Oostenrijks snowboardster
- 1982 - Wytse van der Goot, sportjournalist
- 1982 - Norihito Kobayashi, Japans Noordse combinatieskiër
- 1982 - Markus Rogan, Oostenrijks zwemmer
- 1982 - Facundo Tello, Argentijns voetbalscheidsrechter
- 1983 - Goran Ljubojević, Kroatisch voetballer
- 1983 - Alberto Regazzoni, Zwitsers voetballer
- 1983 - Sjoerd Winkens, Nederlands voetballer
- 1983 - Robert Zwinkels, Nederlands voetballer
- 1984 - Plamen Dereu, Nederlands zanger
- 1984 - Sarah Meier, Zwitsers kunstschaatsster
- 1984 - Daniel Siebert, Duits voetbalscheidsrechter
- 1985 - Fernandinho, Braziliaans voetballer
- 1985 - Martijn Verschoor, Nederlands wielrenner
- 1986 - Aiden McGeady, Iers voetballer
- 1987 - Cesc Fàbregas, Spaans voetballer
- 1987 - Jorge Lorenzo, Spaans motorcoureur
- 1987 - Annelies Peetroons, Belgisch atlete
- 1987 - Jaime Peters, Canadees voetballer
- 1987 - Ilana Rooderkerk, Nederlands actrice
- 1988 - Oleksandr Abramenko, Oekraïens freestyleskiër
- 1988 - Jelle De Bock, Belgisch voetballer
- 1988 - Radja Nainggolan, Belgisch-Indonesisch voetballer
- 1988 - Ole Werner, Duits voetbaltrainer
- 1989 - Dániel Gyurta, Hongaars zwemmer
- 1989 - Jak Ali Harvey, Jamaicaans-Turks atleet
- 1989 - Rory McIlroy, Noord-Iers golfer
- 1989 - Erhan Şentürk, Turks voetballer
- 1990 - Irina Falconi, Amerikaans tennisster
- 1990 - Timothy LeDuc, Amerikaans kunstschaatser
- 1990 - Bram Nuytinck, Nederlands voetballer
- 1990 - Duvashen Padayachee, Australisch autocoureur
- 1991 - Yang Yu, Chinees freestyleskiester
- 1992 - Phyllis Francis, Amerikaans atlete
- 1992 - Rasmus Mägi, Estisch atleet
- 1992 - Grace Phipps, Amerikaans actrice
- 1992 - Ashley Rickards, Amerikaans actrice
- 1992 - Ramon Zenhäusern, Zwitsers alpineskiër
- 1993 - Iñigo Lekue, Spaans voetballer
- 1993 - Roeslan Malynovskyj, Oekraïens voetballer
- 1993 - Hassan Taftian, Iraans atleet
- 1993 - Daniël Zuiverloon, Nederlands-Surinaams voetballer
- 1994 - Alexander Gould, Amerikaans acteur
- 1994 - Petr Ševčík, Tsjechisch voetballer
- 1995 - Menelaos Antoniou, Cypriotisch voetbalscheidsrechter
- 1995 - Joey Groenbast, Nederlands voetballer
- 1995 - Raibu Katayama, Japans snowboarder
- 1995 - Alex Lawther, Engels acteur
- 1995 - Darius Thompson, Amerikaans basketballer
- 1996 - Abdou Diallo, Senegalees-Frans voetballer
- 1996 - Arielle Gold, Amerikaans snowboardster
- 1997 - Nathalie Björn, Zweeds voetbalster
- 1997 - Dylan Damraoui, Belgisch voetballer
- 1998 - Lucas Kohl, Braziliaans autocoureur
- 1998 - Rex Orange County (Alexander O'Connor), Brits muzikant
- 1999 - André Drege, Noors wielrenner (overleden 2024)
- 1999 - Sead Hakšabanović, Montenegrijns-Zweeds voetballer
- 1999 - William Reais, Zwitsers atleet
- 1999 - Steven Theunissen, Nederlands voetballer
- 1999 - Louis Verstraete, Belgisch voetballer
- 1999 - Sander Visser, Nederlands handballer
- 2000 - Alexandre Balmer, Zwitsers wielrenner
- 2000 - Michail Ignatov, Russisch voetballer
- 2000 - Peer Koopmeiners, Nederlands voetballer
- 2001 - Lisa Kolb, Oostenrijks voetbalster
- 2001 - Dailon Livramento, Nederlands-Curaçaos voetballer
- 2001 - Mitchy Ntelo, Belgisch-Congolees voetballer
- 2001 - Nicolas Seiwald, Oostenrijks voetballer
- 2002 - Anastasija Petryk, Oekraïens zangeres
- 2002 - Marthe Goossens, Belgisch wielrenster
- 2003 - Isa Dekker, Nederlands voetbalster
- 2005 - Sanne Peereboom, Nederlands voetbalster

## Overleden

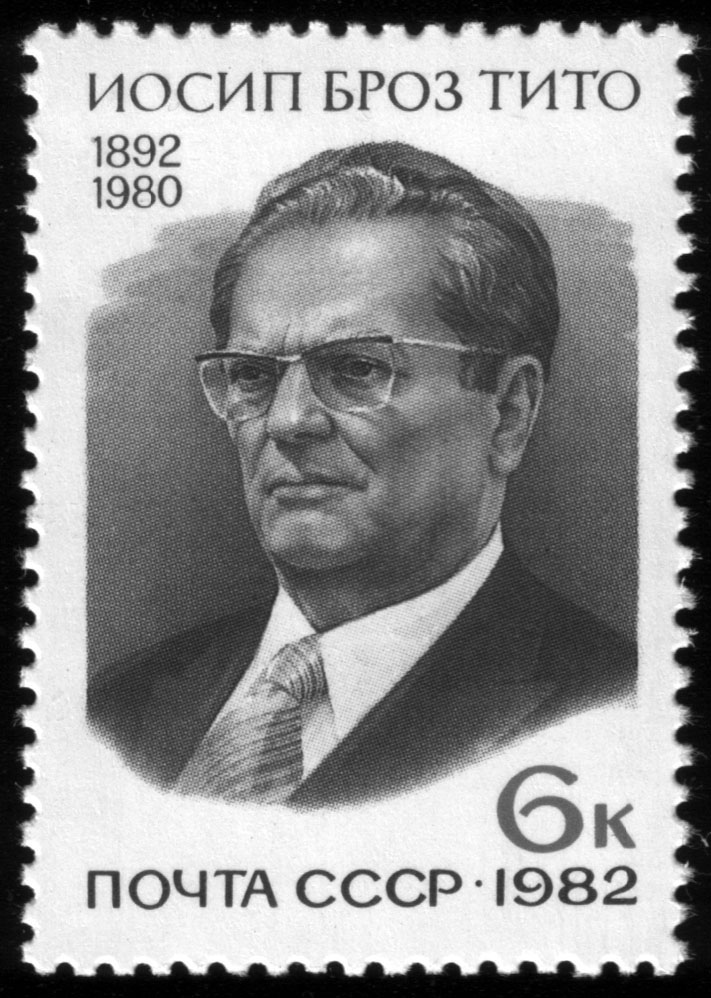
Postzegel met Josip Broz Tito
overleden 1980

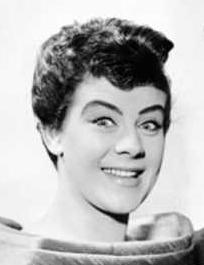
Brita Borg
overleden 2010

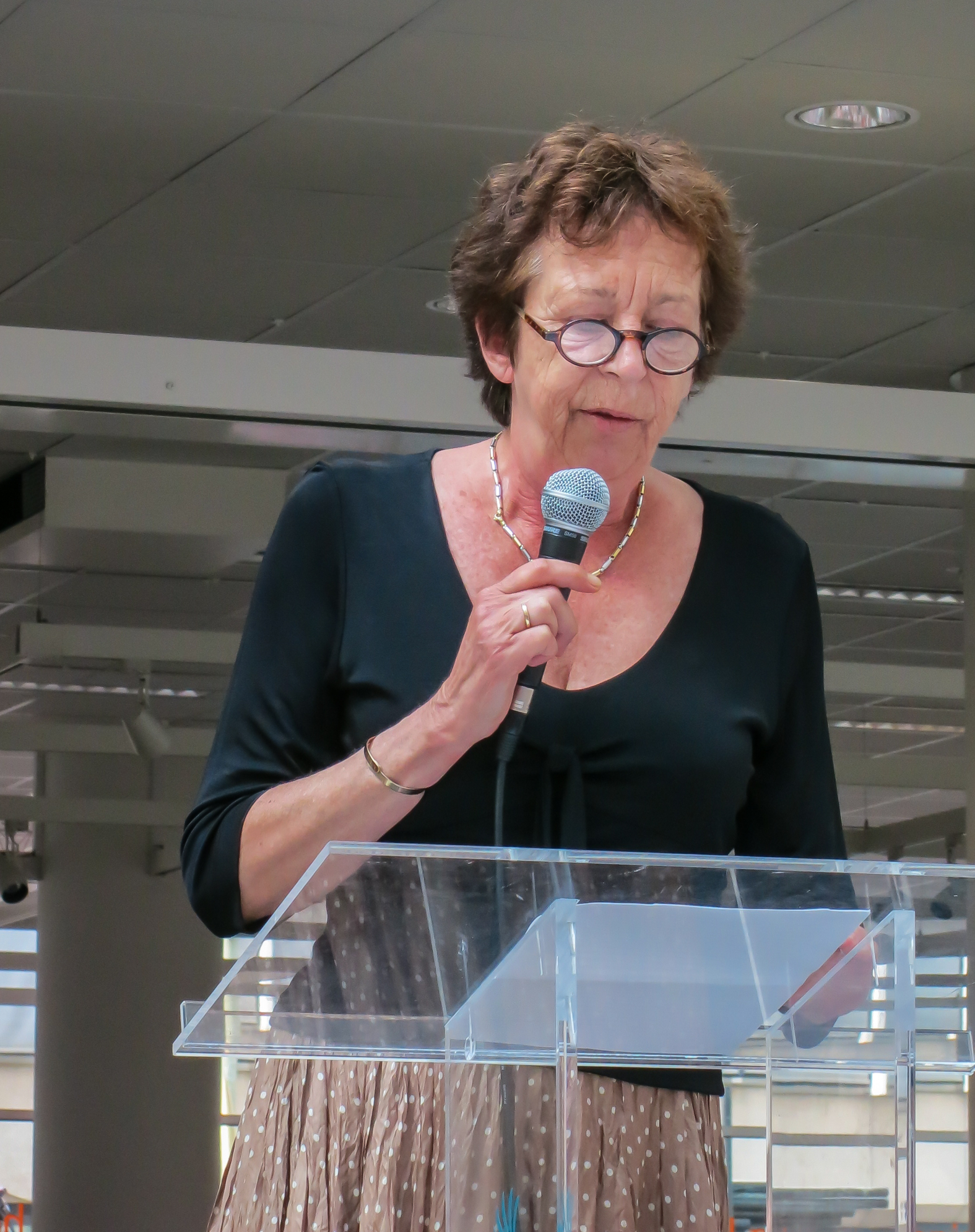
Renate Dorrestein
overleden 2018

- 1003 - Herman II van Zwaben (ca. 53), hertog van Zwaben
- 1722 - Claude Gillot (49), Frans schilder, etser en decorateur
- 1807 - Napoleon Karel Bonaparte (4)
- 1824 - Joseph Joubert (69), Frans schrijver
- 1849 - Horace Twiss (62), Brits schrijver en politicus
- 1863 - Jan Schenkman (56), Nederlands onderwijzer en auteur
- 1875 - Rosalie Loveling (41), Belgisch schrijfster
- 1879 - William Froude (68), Engels ingenieur
- 1901 - Frederik Willem van Eeden (71), Nederlands plantkundige en schrijver
- 1903 - Gotse Delchev (31), Bulgaars-Macedonisch vrijheidsstrijder
- 1938 - Jigoro Kano (77), Japans judoka
- 1943 - Gerrit Imbos (21), Nederlands verzetsstrijder
- 1945 - Fedor von Bock (64), Duits veldmaarschalk
- 1949 - Valentino Mazzola (30), Italiaans voetballer
- 1961 - Jan Hengeveld (66), Nederlands touwtrekker
- 1971 - Klaas Norel (71), Nederlands schrijver
- 1972 - Edward Calvin Kendall (86), Amerikaans scheikundige en Nobelprijswinnaar
- 1973 - Jane Bowles (56), Amerikaans schrijfster
- 1974 - Marvin Pifer (46), Amerikaans autocoureur
- 1977 - Lutz Schwerin von Krosigk (89), Duits politicus
- 1980 - Josip Broz Tito (87), Joegoslavisch politicus en partizanenleider
- 1985 - Jan Buijs (Tuf) (45), Nederlands muziekmanager
- 1987 - Dick Hillenius (60), Nederlands bioloog
- 1987 - Teodoro Valencia (73), Filipijns journalist
- 1989 - Theo van Baaren (76), Nederlands dichter en godsdiensthistoricus
- 1998 - Alois Estermann (43), Zwitsers militair
- 1999 - Wilfried Geeroms (57), Belgisch atleet en atletiektrainer
- 2000 - François Adam (88), Belgisch wielrenner
- 2000 - Hendrik Casimir (90), Nederlands natuurkundige
- 2000 - Stan Poppe (75), Nederlands politicus
- 2000 - Diana Ross (89), Brits kinderboekenschrijfster
- 2002 - Ernesto Díaz (49), Colombiaans voetballer
- 2002 - Gerónimo Saccardi (52), Argentijns voetballer
- 2004 - Hans van der Kop (80), Nederlands marinevlieger en schrijver
- 2005 - Ignace van Swieten (62), Nederlands voetbalscheidsrechter
- 2005 - Luis Taruc (91), Filipijns communist
- 2006 - Carel Steensma (93), Nederlands militair, verzetsstrijder en vliegenier
- 2007 - Mamadou Zaré (45), Ivoriaans voetbalmanager en voetbalcoach
- 2009 - Fritz Muliar (89), Oostenrijks acteur
- 2010 - Brita Borg (89), Zweeds actrice en zangeres
- 2012 - Gerard Broens (72), Nederlands politicus
- 2012 - Angelica Garnett (93), Brits schrijver en kunstschilder
- 2012 - Jimmy Smet (34), Belgisch voetballer
- 2012 - Adam Yauch (47), Amerikaans muzikant
- 2012 - Rashidi Yekini (48), Nigeriaans voetballer
- 2013 - Christian de Duve (95), Belgisch bioloog en Nobelprijswinnaar voor de Fysiologie of Geneeskunde
- 2013 - Loek Feijen (82), Nederlands voetballer
- 2013 - Jacques Stockman (74), Belgisch voetballer
- 2013 - Henk Waltmans (83), Nederlands politicus en publicist
- 2014 - Elena Baltacha (30), Oekraïens-Brits tennisster
- 2014 - Jan Leijten (88), Nederlands rechtsgeleerde
- 2014 - Al Pease (92), Canadees autocoureur
- 2014 - Tony Settember (87), Amerikaans autocoureur
- 2015 - Eva Aeppli (90), Zwitsers kunstenares
- 2015 - Ellen Albertini Dow (101), Amerikaans actrice
- 2015 - Gerard Lippold (73), Nederlands voetballer en voetbaltrainer
- 2015 - Dirk T'Seyen (52), Belgisch deejay en producer
- 2016 - Jean Baptiste Bagaza (69), Burundees president
- 2016 - Bob Bennett (82), Amerikaans senator
- 2016 - Ángel de Andrés López (64), Spaans acteur
- 2017 - William Baumol (95), Amerikaans econoom
- 2017 - Bart Carlier (87), Nederlands voetballer
- 2017 - Sjef Hutschemakers (85), Nederlands kunstenaar
- 2017 - Victor Lanoux (80), Frans acteur
- 2017 - Timo Mäkinen (79), Fins rallyrijder
- 2018 - Renate Dorrestein (64), Nederlands schrijfster
- 2018 - Abi Ofarim (80), Israëlisch zanger
- 2019 - J.R. Cobb (75), Amerikaans gitarist en songwriter
- 2019 - Rachel Held Evans (37), Amerikaans schrijfster
- 2019 - Prospero Nograles (71), Filipijns politicus
- 2019 - Tommy Sopwith (86), Brits ondernemer, autocoureur en motorbootracer
- 2020 - Michael McClure (87), Amerikaans dichter, toneelschrijver en essayist
- 2020 - Frederick Tillis (90), Amerikaans jazzcomponist, -saxofonist en dichter
- 2021 - Nick Kamen (59), Brits zanger, liedjesschrijver en fotomodel
- 2021 - Leslie Marr (98), Brits autocoureur en schilder
- 2021 - Elly Salomé (99), Nederlands pianiste, conservatoriumdocente en muziekrecensente
- 2022 - Harm Ottenbros (78), Nederlands wielrenner
- 2022 - Sis van Rossem (77), Nederlands kunsthistorica
- 2023 - Joop van den Berg (81), Nederlands politicus
- 2024 - Vanna Solofrizzo (94), Luxemburgs kunstschilder
- 2024 - Frank Stella (87), Amerikaans kunstenaar
- 2025 - André Foucher (91), Frans wielrenner
- 2025 - Jochen Mass (78), Duits autocoureur
- 2025 - Petros Molyviatis (96), Grieks diplomaat en politicus
- 2025 - Annie Vriezen (90), Nederlands textielkunstenares

## Viering/herdenking
- Nederland - nationale herdenking van alle gevallenen vanaf het begin van de Tweede Wereldoorlog; zie ook Nationale Dodenherdenking.
- Rooms-katholieke kalender:
  - Heilige Floriaan (van Lorch) († 304)
  - Heilige Silvaan († 311)
  - Heilige Cyriacus van Jeruzalem († 362)
  - Heilige Antonia van Cirtha († 259)
  - Zalige vijfentachtig martelaren van Engeland en Wales († 1679)
  - Zalige Katarina van Park († 13e eeuw)
  - Zalige Jean-Martin Moyë († 1793)
- Internationaal:
  - International Firefighters' Day, op de dag van de heilige Floriaan

## Weerextremen

### Nederland
| | Officiële records | Officiële records | Officiële records |      | Landelijke records | Landelijke records | Landelijke records            |
| Gebeurtenis | Jaar              | Extreem           | Locatie           | Jaar | Extreem            | Locatie            |                               |
| --- | ----------------- | ----------------- | ----------------- | ---- | ------------------ | ------------------ | ----------------------------- |
| Laagste etmaalgemiddelde temperatuur (°C) | 1979              | 3,8               | De Bilt           |      | 1979               | 3,2                | Soesterberg                   |
| Hoogste etmaalgemiddelde temperatuur (°C) | 2006              | 20,2              | De Bilt           |      | 2006               | 20,6               | Hoek van Holland              |
| Laagste minimumtemperatuur (°C) | 1929              | −4,3              | De Bilt           |      | 1929               | −4,3               | De Bilt                       |
| Hoogste minimumtemperatuur (°C) | 1997              | 12,7              | De Bilt           |      | 1990               | 14,2               | De Kooy                       |
| Laagste maximumtemperatuur (°C) | 1979              | 7,9               | De Bilt           |      | 1979               | 6,2                | Valkenburg ZH                 |
| Hoogste maximumtemperatuur (°C) | 2006              | 26,3              | De Bilt           |      | 2006               | 27,9               | Wijk aan Zee                  |
| Hoogste uurgemiddelde windsnelheid (m/s) | 1955              | 12,3              | De Bilt           |      | 1955               | 23,1               | Soesterberg                   |
| Hoogste windstoot (m/s) | 1955              | 24,7              | De Bilt           |      | 2021               | 27,0               | Hoek van Holland, Houtribdijk |
| Langste zonneschijnduur (uur) | 1990              | 13,9              | De Bilt           |      | 1989               | 14,8               | De Kooy                       |
| Langste neerslagduur (uur) | 1965              | 7,7               | De Bilt           |      | 1977               | 13,5               | Vlissingen                    |
| Hoogste etmaalsom van de neerslag (mm) | 1969              | 18,3              | De Bilt           |      | 2005               | 25,3               | Twenthe                       |
| Laagste etmaalgemiddelde relatieve vochtigheid (%) | 1928              | 37                | De Bilt           |      | 1928               | 37                 | De Bilt                       |
| Laagste uurwaarde luchtdruk op zeeniveau (hPa) | 2004              | 984,0             | De Bilt           |      | 2004               | 982,5              | Vlieland                      |
| Hoogste uurwaarde luchtdruk op zeeniveau (hPa) | 1909              | 1034,8            | De Bilt           |      | 1909               | 1035,9             | Eelde                         |
| Officiële records worden altijd gemeten op het KNMI-weerstation in De Bilt. Landelijke records kunnen worden gemeten op elk officieel KNMI-weerstation in Nederland. |                   |                   |                   |      |                    |                    |                               |

Uitzonderlijke gebeurtenissen
- 1908 - Eerste landelijke warme dag van het jaar gemeten in Maastricht (maximumtemperatuur ≥ 20 °C op een officieel weerstation)
- 1916 - Eerste officiële zomerse dag van het jaar (maximumtemperatuur ≥ 25 °C in De Bilt)
- 1917 - Eerste officiële warme dag van het jaar (maximumtemperatuur ≥ 20 °C in De Bilt)
- 1929 - Officieel maandrecord laagste minimumtemperatuur in °C van mei gemeten in De Bilt: −4,3
- 1935 - Eerste officiële warme dag van het jaar (maximumtemperatuur ≥ 20 °C in De Bilt)
- 1949 - Eerste officiële zomerse dag van het jaar (maximumtemperatuur ≥ 25 °C in De Bilt)
- 1978 - Eerste landelijke warme dag van het jaar gemeten in Eindhoven (maximumtemperatuur ≥ 20 °C op een officieel weerstation)
- 2006 - Eerste officiële zomerse dag van het jaar (maximumtemperatuur ≥ 25 °C in De Bilt)
- 2023 - Landelijk hoogste windstoot in m/s van mei dit jaar gemeten in Vlissingen: 25,0
- 2023 - Officieel laagste etmaalgemiddelde relatieve vochtigheid in % van mei dit jaar gemeten in De Bilt: 56
- 2023 - Landelijk laagste etmaalgemiddelde relatieve vochtigheid in % van mei dit jaar gemeten in Eindhoven: 51
- 2023 - Eerste officiële warme dag van het jaar (maximumtemperatuur ≥ 20 °C in De Bilt)
- 2024 - Officieel laagste etmaalgemiddelde temperatuur in °C van mei dit jaar gemeten in De Bilt: 11,2 (voorlopig). Samen met 3 mei
- 2024 - Landelijk laagste etmaalgemiddelde temperatuur in °C van mei dit jaar gemeten in Woensdrecht: 10,3 (voorlopig)
- 2024 - Officieel laagste minimumtemperatuur in °C van mei dit jaar gemeten in De Bilt: 5,2 (voorlopig)
- 2024 - Landelijk laagste minimumtemperatuur in °C van mei dit jaar gemeten in Woensdrecht: 3,3 (voorlopig). Samen met 9 mei
- 2024 - Officieel hoogste windstoot in m/s van mei dit jaar gemeten in De Bilt: 16,0 (voorlopig). Samen met 21 en 26 mei

### België
Dagrecords
- 1877 - Laagste etmaalgemiddelde temperatuur 4,1 °C
- 2006 - Hoogste etmaalgemiddelde temperatuur 20 °C
- 1929 - Laagste minimumtemperatuur −1 °C
- 1923 - Hoogste maximumtemperatuur 26,4 °C
- 1965 - Hoogste etmaalsom van de neerslag 15,6 mm

Uitzonderlijke gebeurtenissen
- 1937 - 41 mm neerslag in Stavelot en 81 mm op de Baraque Michel (Jalhay).
- 1968 - Tornado veroorzaakt schade in het dorp Gedinne.
- 1987 - 4 cm sneeuw in Botrange (Waimes).

<< · 1 · 2 · 3 · 4 · 5 · 6 · 7 · 8 · 9 · 10 · 11 · 12 · 13 · 14 · 15 · 16 · 17 · 18 · 19 · 20 · 21 · 22 · 23 · 24 · 25 · 26 · 27 · 28 · 29 · 30 · 31 · >>